# Peter Parker (série de TV de 1977)
Peter Benjamin Parker, também conhecido pelo seu pseudônimo Homem-Aranha, é um personagem fictício e protagonista da série de filmes The Amazing Spider-Man entre 1977 e 1981. Adaptado do super-herói de mesmo nome da Marvel Comics criado por Stan Lee e Steve Ditko, ele é interpretado por Nicholas Hammond e aparece nos filmes The Amazing Spider-Man (1977) e suas duas sequências Spider-Man Strikes Back (1978) e Spider-Man: The Dragon's Challenge (1981), assim como na sua série de televisão The Amazing Spider-Man (1977-1979).

## Biografia fictícia

### The Amazing Spider-Man(1977)
Peter Parker, um fotógrafo freelancer para o Clarim Diário, é mordido por uma aranha radioativa e descobre que ganhou superpoderes, como super-força, agilidade e a capacidade de escalar paredes e tetos. Quando um misterioso Guru (Thayer David) coloca as pessoas sob o controle mental para roubar bancos e ameaça fazer dez novaiorquinos cometer suicídio sob seu comando, a menos que a cidade lhe pague US$ 50 milhões, Peter se torna o herói fantasiado Homem-Aranha para parar o diabólico esquema. As coisas tomam uma mudança ruim quando o vilão hipnotiza Peter Parker para ser uma das dez pessoas a saltar de um prédio sob seu comando.

### Spider-Man Strikes Back(1978)
Na Universidade Estadual de Nova York, um dos tutores de Peter Parker acidentalmente deu a três alunos todos os materiais necessários para criar uma bomba atômica. Enquanto Peter Parker tenta descobrir o que aconteceu, a polícia suspeita dele, e Peter precisa lidar com uma jornalista atraente determinada a conseguir uma entrevista com o Homem-Aranha. Então, o milionário covarde Sr. White aparece e não medirá esforços para colocar as mãos na bomba atômica. O Homem-Aranha precisa derrotar esse vilão intrigante e impedi-lo de explodir o World Trade Center.

### Spider-Man: The Dragon's Challenge(1981)
Min Lo Chan, um diplomata chinês e ex-amigo de J. Jonah Jameson durante a Segunda Guerra Mundial, precisa provar que não é um traidor de sua nação e pede a ajuda do ex-amigo para provar seu ponto de vista. Mas um industrial americano, Sr. Zeider, está tramando algo porque o homem pode comprometer seus planos na Ásia. Ele envia seus capangas para sequestrar sua filha Emily e pressionar o político. Peter não terá escolha a não ser assumir sua identidade secreta como Homem-Aranha para enfrentá-los. Uma aventura que o levará a Hong Kong.